# Tom Slingsby
Tom Slingsby, né le 5 septembre 1984 à Sydney (Nouvelle-Galles du Sud), est un marin australien, en catégorie Laser. Quintuple champion du monde, il a remporté le titre olympique à Weymouth. Il a été élu marin de l'année en 2010, après son troisième titre mondial.

## Palmarès
Tous ces résultats ont été obtenus en catégorie Laser.

### Jeux olympiques
- Jeux olympiques de 2008 à Qingdao (Chine) : 
  - Vingt-deuxième
- Jeux olympiques de 2012 à Weymouth (Royaume-Uni) : 
  -  Médaille d'or

### Championnats du monde
- Championnats du monde de 2006 à Jeju (Corée du Sud) :
  -  Médaille d'argent
- Championnats du monde de 2007 à Cascais (Portugal) :
  -  Médaille d'or
- Championnats du monde de 2008 à Terrigal (Australie) :
  -  Médaille d'or
- Championnats du monde de 2009 à Halifax (Canada) :
  - Dix-septième
- Championnats du monde de 2010 à Hayling Island (Royaume-Uni) :
  -  Médaille d'or
- Championnats du monde de 2011 à Perth (Australie) :
  -  Médaille d'or
- Championnats du monde de 2012 à Boltenhagen (Allemagne) :
  -  Médaille d'or

### Championnats d'Europe
- Championnats d'Europe de 2008 à Nieuwpoort (Belgique) :
  - Premier
- Championnats d'Europe de 2009 à Landskrona (Suède) :
  - Troisième
- Championnats d'Europe de 2010 à Tallinn (Estonie) :
  - Deuxième

## Distinction
- Marin de l'année (ISAF) 2010